# Esturió blanc

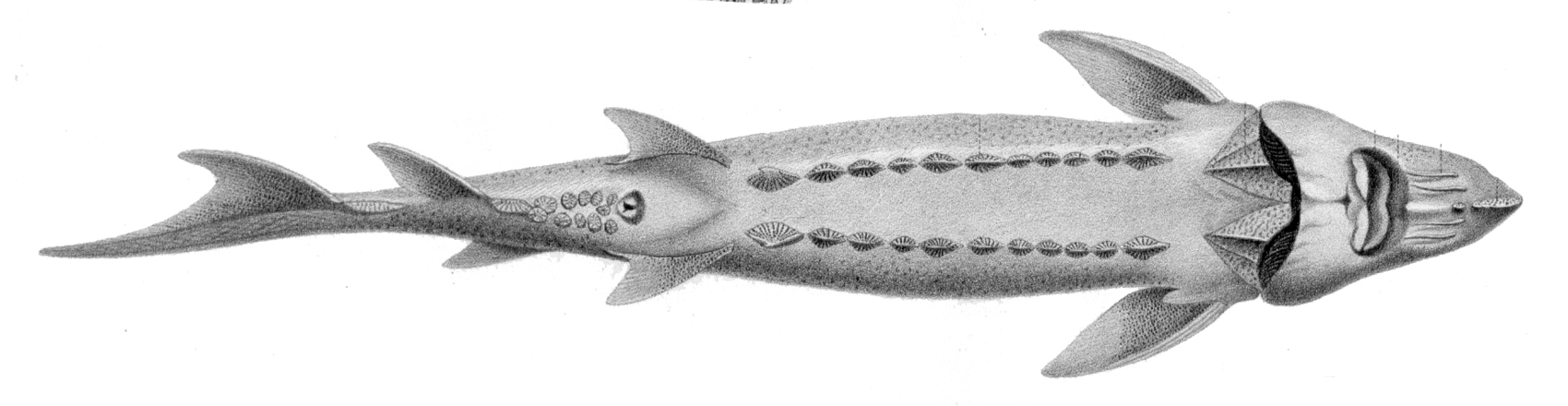
Vista ventral

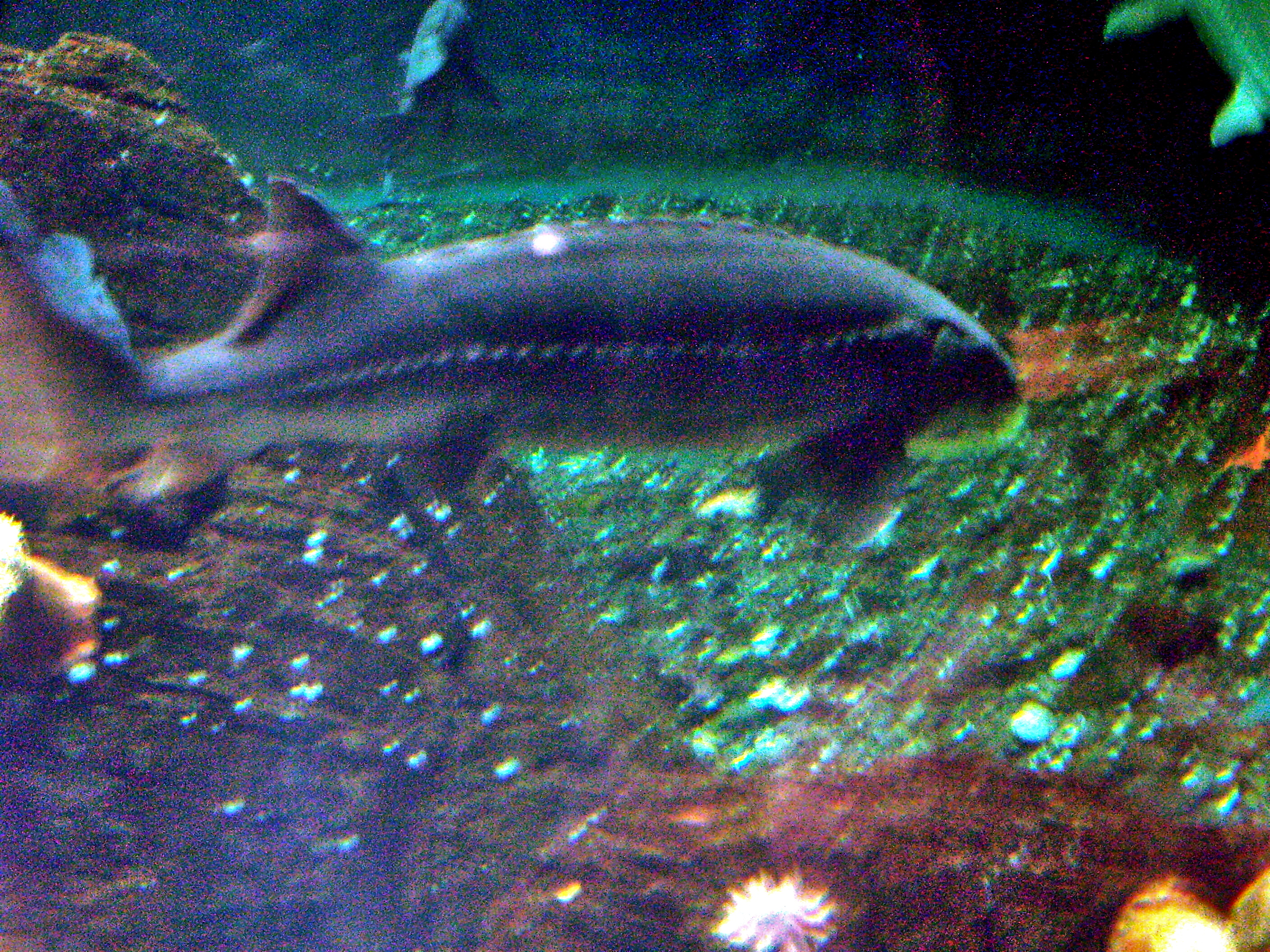
Esturió blanc a l'aquàrium de Vancouver

L'esturió blanc (Acipenser transmontanus) és una espècie de peix pertanyent a la família dels acipensèrids.

## Descripció
- Pot arribar a fer 610 cm de llargària màxima i 816 kg de pes.[3]

## Alimentació
S'alimenta principalment de peixos, mol·luscs i crustacis.

## Hàbitat
Viu als rius, badies i estuaris.

## Distribució geogràfica
Es troba a les costes pacífiques de l'Amèrica del Nord: des de les illes Aleutianes fins al centre de Califòrnia.

## Ús comercial
Amb la seva fresa es produeix caviar.

## Longevitat
Pot assolir els 104 anys.